# Камера кругового огляду
Камера кругового огляду — це камера що охоплює усе поле зору, або щонайменше повне коло в горизонтальній площині. Камери кругового огляду є дуже важливими у сферах панорамної зйомки, робототехніці, тощо.

## Огляд
Камера кругового огляду може бути представлена одним модулем, або комбінацією модулів (система кругового огляду). Модуль камери зазвичай має поле зору, яке коливається від декількох градусів до максимум 180 °. Це означає, що воно захоплює, щонайбільше, світло, що потрапляє на об'єктив камери через напівсферу. На відміну від цього, ідеальна всенаправлена камера захоплює світло з усіх напрямків, що падають на фокусну точку, охоплюючи повну сферу. На практиці, однак, більшість всенаправлених камер, в кращому випадку, охоплюють лише майже повну сферу, і багато камер, які називаються всенаправленими, охоплюють лише приблизно півсферу, або повних 360° вздовж екватора сфери, але виключаючи верхню і нижню сфери. У випадку, якщо вони охоплюють повну сферу, захоплені світлові промені точно не перетинаються в єдиній фокусній точці

### Модулі з однією камерою
Моделі такого типу використовуються з так званими лінзами риб'ячого ока. Лінза такого типу значно розширює кут огляду та дозволяє робити фото значно більшої ділянки простору. Проте, з такими лінзами не можливо зробити повну панораму, бо завжди залишається «мертва» зона огляду позаду лінзи.

### Двокамерні модулі
Камери такого типу використовуються чи не найчастіше, вони можуть створювати повну панорами, використовуючи дві лінзи — одна позаду іншої. Модуль такого типу створює фото, або відео з трохи більшим за 180 градусів кутом огляду, приміром 220 градусів. Отримані матеріали конвертуються у повну сферу за допомогою програмних алгоритмів. Основними проблемами такого підходу є помилки при склейці зображень. Прикладом такої помилки може бути неправильна лінія склейки матеріалів, яку важко, або неможливо виправити.

### Камери з великою кількістю об'єктивів
Залежно від програми, виробники можуть використовувати більше двох об'єктивів камер для отримання зображень. Однією з перших камер була метальна камера «Паноно». У ній використовується 36 камер, які спрацьовують одночасно у найвищій точці, якщо камеру викинули в повітря. Також системи за великою кількістю камер використовуються у робототехніці, автомобілебудуванні та іншим системах з використанням автоматичного керування, де одним з джерел інформації про позицію у просторі є відеопотік. Чим більше об'єктивів встановлено в камеру, тим складніше програмне забезпечення для комбінації зображень з високою точністю.

### Установки для камер (англ.Camera rig)
Англомовна стаття: Camera rig
Установки для камер в основному використовуються для кріплення 6 звичайних камер. GoPro випустив одну з перших таких установок. Вони доступні в різних версіях і підключають кілька однакових камер. Камери розміщені в кубі і записують оточення в усіх напрямках.

### «Мозаїчні» камери
При об'єднанні кількох «звичайних» камер в мережу, створюється система, яку можна назвати камерою на основі мозаїки. Кожна з цих камер фіксує невелику територію навколишнього середовища. Потім окремі зображення з'єднуються як мозаїчні камені, щоб утворити загальний образ. Кількість використовуваних камер залежить від фокусної відстані використовуваних лінз. Чим менше фокусна відстань, тим більший кут огляду і менше камер.

## Додатки

### Панорамне мистецтво
Традиційні підходи до панорамної фотографії переважно складаються з зшивання знімків, зроблених окремо, в єдине суцільне зображення. Зшивання зображень, однак, обчислювально інтенсивно (наприклад, використовуючи ітеративний алгоритм RANSAC, який зазвичай використовується для вирішення проблеми погодження зображень), і залежно від якості та послідовності використовуваних кадрів, отримане зображення може містити ряд недоліків, які погіршити якість отриманого зображення. На відміну від цього, всенаправлена камера може використовуватися для створення панорамного фото в режимі реального часу, без необхідності обробки після зйомки, і, як правило, даватиме продукти набагато кращої якості.
У 2015му році Facebook додав можливість публікувати панорамні відео, у яких користувачі можуть знімати матеріал з кутом огляду камери майже 360 градусів та обмеженими лише кутами у вертикальній проєкції.

### Робототехніка та комп'ютерний зір
У робототехніці та різноманітних системах автоматичного керування всенаправлені камери часто використовуються для візуальної одометрії та візуального вирішення одночасних проблем локалізації та картографування (Solve Simultaneous Localization and Mapping — SLAM). Завдяки здатності знімати 360-градусний вид, можна отримати кращі результати для оптичного потоку та вибору функцій та відповідності.

### Інше
Застосування всенаправлених камер також включає спостереження, коли важливо охопити якнайбільше зорове поле. Microsoft RoundTable була представлена в 2007 році для відеоконференцій, де всі учасники в одному місці можуть бути в одному зображенні.